# 계명산층
계명산층(鷄鳴山層, Gyemyeongsan formation)은 대한민국 충청북도 충주시 계명산(775 m)을 표식지로 하여 충주시와 괴산군 불정면, 음성군 소이면 지역에 발달하는 선캄브리아기 신원생대 토노스기의 변성퇴적암 지층이다. 충주시 계명산에서 이름이 유래되었으며 철 및 희토류 광상이 발달한다. 

## 개요
충청북도 충주시, 제천시, 괴산군 지역의 옥천 누층군은 대개 고운리층, 서창리층, 계명산층, 향산리 돌로마이트질 석회암층, 대향산 규암층, 북노리층, 명오리층, 황강리층, 문주리층 9개 지층으로 구성되나 이들의 상하 관계는 연구자에 따라 모두 다르다. 지금까지의 연구를 통해 알려진 충주-괴산 지역 옥천 누층군의 층서는 아래와 같으며 연구자에 따라 상반되는 층서를 갖는 이유는 이 지역에 분포하는 등사습곡 및 배사, 향사 구조에 의해 옥천 누층군이 심하게 뒤틀려 있어 연구자에 따라 정상층위 혹은 역전층으로 다르게 해석되기 때문이다. 충주호 지역에서 옥천 누층군은 구조적으로는 문주리층, 대향산 규암, 향산리 돌로마이트, 계명산층 순서로 놓여 있으나 이 구조적 층순과 층서적 층순이 일치하는지(정상층위) 등사습곡에 의해 구조적 층순과 층서적 층순이 반대인지(역전층)는 아직 밝혀지지 않았다. 충주 지질도폭(1965)에서는 계명산층, 향산리 돌로마이트층 및 대향산 규암층을 옥천 누층군에 포함시키지 않았다. 황강리 지질도폭(1965)에서는 옥천 누층군이 서창리층을 부정합으로 덮는 북노리층을 기저로 하여 그 위에 명오리층, 황강리층, 문주리층 순으로 오는 것으로 해석하였다.
| 지질시대                        | 충주도폭 (1965)                                    | 김옥준 (1968)                                         | 손치무 (1970) | 손치무 (1970)                                          | Reedman et al.(1973) | Reedman et al.(1973)                                  | Lee (1974)                               | Chough & Bahk (1992)                            | Lee (1995) | Lee (1995)                                   | Lee et al. (1998)                            | 임순복 외 (2005, 06, 07)   | 최덕근 외 (2012) | 최덕근 외 (2012)                       |
| ------------------------------- | -------------------------------------------------- | ----------------------------------------------------- | ------------- | ------------------------------------------------------ | -------------------- | ----------------------------------------------------- | ---------------------------------------- | ----------------------------------------------- | ---------- | -------------------------------------------- | -------------------------------------------- | -------------------------- | ---------------- | -------------------------------------- |
| 트라이아스기                    | -                                                  | -                                                     | -             | -                                                      | -                    | -                                                     | 황강리층                                 | -                                               | -          | -                                            | -                                            | -                          | -                | -                                      |
| 페름기 석탄기 데본기 실루리아기 | 문주리층 황강리층 명오리층 북노리층 ----- 서창리층 | -                                                     | 옥천층군      | 황강리층 운곡리층 서창리층 문주리층 미원층 대향산 규암 | -                    | -                                                     | -                                        | 문주리층 황강리층 한수 석회암 명오리층 북노리층 | -          | -                                            | 문주리층 황강리층 명오리층 북노리층 서창리층 | E 층 비봉층 C 층 B 층 A 층 | -                | -                                      |
| 페름기 석탄기 데본기 실루리아기 | 문주리층 황강리층 명오리층 북노리층 ----- 서창리층 | -                                                     | 충주층군      | 대향산층 계명산층                                      | -                    | -                                                     | -                                        | 문주리층 황강리층 한수 석회암 명오리층 북노리층 | -          | -                                            | 문주리층 황강리층 명오리층 북노리층 서창리층 | E 층 비봉층 C 층 B 층 A 층 | -                | -                                      |
| 오르도비스기 캄브리아기         | 조선계 고운리층                                    | 조선 누층군                                           | 조선 누층군   | 조선 누층군                                            | 충주층군             | 삼태산층 계명산층 대향산층                            | 문주리층 대향산 규암 향산리 돌로마이트층 | 서창리층 계명산층 향산리 돌로마이트층 대향산층  | 덕평층군   | 명오리층 내사리층 황강리층 구룡산층 화전리층 | 고운리층 조선 누층군                         | F 층 황강리층              | -                | -                                      |
| 오르도비스기 캄브리아기         | 조선계 고운리층                                    | 조선 누층군                                           | 조선 누층군   | 조선 누층군                                            | 충주층군             | 삼태산층 계명산층 대향산층                            | 문주리층 대향산 규암 향산리 돌로마이트층 | 서창리층 계명산층 향산리 돌로마이트층 대향산층  | 미원층군   | 운교리층 증평층                              | 고운리층 조선 누층군                         | F 층 황강리층              | -                | -                                      |
| 선캄브리아기                    | -                                                  | 군자산층 황강리층 창리층 (서창리층+명오리층) 문주리층 | -             | -                                                      | 옥천층군             | 문주리층 황강리층 명오리층 북노리층 서창리층 고운리층 | 계명산층                                 | -                                               | -          | -                                            | -                                            | MV 층                      | 수안보층군       | 고운리층 명오리층 황강리층 문주리층    |
| 선캄브리아기                    | -                                                  | 군자산층 황강리층 창리층 (서창리층+명오리층) 문주리층 | -             | -                                                      | 옥천층군             | 문주리층 황강리층 명오리층 북노리층 서창리층 고운리층 | 계명산층                                 | -                                               | -          | -                                            | -                                            | MV 층                      | 충주층군         | 대향산 규암 향산리 돌로마이트 계명산층 |

## 암상

### 지질도폭
충주 지질도폭(1965)의 계명산층은 계명산을 중심으로 충주시내를 둘러싸듯이 U자 비슷한 형태로 넓게 분포하는 지층이다. 충주 지질도폭에 의하면 충주시 지역에서는 층서상 계명산층이 향산리 돌로마이트층 아래에 있지만 등사 습곡 구조로 인해 지층이 역전되어 지질도에서는 외관상 계명산층이 향산리 돌로마이트층위에 있는 것처럼 보인다. 충주 일대에서 철광상(鐵鑛床)을 발달시키고 있는 계명산층은 각섬석-흑운모편마암, 적철석-자철석-석영편암, 견운모-석영편암, 흑운모-석영편암, 백운모-석영편암, 석영-흑운모 편마암, 대상(帶狀)석영-흑운모 편마암 등으로 구성된 준(準)편마암류이며 백색-회색 돌로마이트질 석회암이 협재된다. 계명산 정상에서의 본 층 편리의 주향 및 경사는 북동 30° 및 남동 66°이며 자철석의 결정이 광염(鑛染)되어 있다. 연수동 부근에서는 박층의 자철광을 볼 수 있으며 직동의 창룡사 북측 458 m 고지에서는 자철석의 결정이 편리의 주향과 일치하게 포함되어 있어 자성을 띤다. 충주시 대소원면과 괴산군 불정면의 경계 지역에서의 이 층에는 다수의 철 및 중정석 광상이 발달하며 지층 편리의 주향과 경사는 북동 65~75°및 북서 60~70°가 일반적이다.
황강리 지질도폭(1965)에 의하면 충주시 목벌동 서부~중부에 분포하며 옥천 누층군 하부의 지층으로 해석되었다. 계명산층의 상위에는 향산리 돌로마이트질 석회암층이 정합으로 놓이나 지향사 구조에 퇴적된 옥천 누층군의 서익부가 역전되어 외관상 밑에서부터 대향산 규암층, 향산리 돌로마이트질 석회암층, 계명산층 순서로 놓인 것처럼 보인다. 본 지층은 북동 30°의 주향과 북서 50°의 경사를 나타낸다.
목계 지질도폭(1971)에 의하면 충주시 용탄동에 분포하고 분포지 서부에서 중생대 화강암에 의해 관입당했으며 동부에서는 상부의 향산리 돌로마이트질 석회암층과 정합으로 접하나 일부 단층으로 접한다. 주 분포지에서 서북서로 약 7 km 떨어진 금가면 원포리에는 화강암 가운데에 포획암으로서 계명산층이 일부 분포한다. 이 지층은 대부분 자철석의 결정을 포함한 함자철석회색세립편마암으로서 화강암과의 접촉부는 일부 스카른화 되어 각섬석과 녹렴석 등이 있다. 이 지역의 계명산층은 북동 50~55°의 주향과 북서 또는 북동의 경사를 가진다.
음성 지질도폭(1976)에 의하면 음성군 소이면 동부 후미리, 충도리, 중동리, 갑산리, 국시산(415 m)~갑산~괴산군 불정면 지역에 분포한다. (암)회색 사암과 셰일이 변성된 계명산층은 흑운모 편마암, 석영편암으로 구성되며 규암과 결정질 석회암을 협재한다. 소이면 지역에서 지층의 주향은 북동 50°, 경사는 북서 60° 이며 이 방향을 따라 화강암과 규장암 등이 관입해 있다.

### 충주시
유인창과 김태훈(2009)에 의하면 충주시 종민동-목벌동 지역에서 계명산층은 담회색 또는 암회색을 띠는 변성 화산암류와 암회색 편암으로 구성되며 향산리 돌로마이트층과 계명산층의 경계는 단층이다.
충주시 주덕읍 삼청리 남동부 어래산(392.7 m) 지역의 계명산층은 변성니질암, 화강암질편마암, 함철규암, 변성심성산성암, 변성화산산성암 등으로 구성된다. 방사능 값은 함염기성형 변성심성산성암이 852~1217 cps, 평균 1039 cps로 가장 높았으며 이는 함염기성형 변성심성산성암이 희토류 광체의 기원암일 가능성을 지시한다.
노신영 외(2012, 2014)에 의하면 충주시 남산 지역의 계명산층은 변성된 심성산성질암, 역질암, 산성화산암질암, 염기성질암, 사질암, 결정질석회암, 규암으로 구성되며 계명산층 내에 발달하는 소규모 습곡, 단층 등 지질구조는 최소 3번의 변형 단계를 거처 형성되었다. GR-110 감마선 섬광 계수기를 사용해 측정한 암석의 방사선 수치는 변성사질암(26~415 cps)과 변성산성질암(10~170 cps)에서 높은 값을 보이며, 평균치는 103 cps 정도이나 유독 한 곳만 415 cps의 높은 값을 보이는데 희토류 원소가 있거나 지하에 페그마타이트등 다른 암상이 존재할 수 있다.
최덕근 외(2012)에 의하면 계명산층은 옥천 누층군과 충주층군의 최하부 지층으로, 부산/박달령 변성암 복합체를 부정합으로 덮으며 정합적으로 향산리 돌로마이트층으로 점이한다. 계명산층은 니질 및 사질천매암 내지 편암으로 구성되고 칼슘규산염과 규암이 협재된다. 변성니질암과 사질암은 규장질 및 고철질 화산암에서 유래된 것으로 알려져 있다. 계명산층에서 있었던 쌍봉식(bimodal) 화산활동은 충청분지에서 일어난 첫 번째 열개 작용의 결과이며, 이는 남중국지괴 난후아 분지의 첫 번째 화산활동에 대비된다.

### 알칼리 화강암
계명산층 내에는 알칼리 화강암류가 불규칙하게 관입하여 암주 내지 암맥 형태로 분포한다. 연홍색을 띠는 이 화강암은 세립 내지 중립질이며 충주시내에 저반상으로 광범위하게 분포하는 화강암과는 구성 광물과 화학 조성의 차이로 구분되고 철 및 희토류 광체와 밀접하게 수반된다. 알칼리 화강암은 형석, 인회석, 갈렴석, 저어콘 등 희토류 원소가 풍부한 광물을 함유한다. 사마륨-네오디뮴(Sm-Nd) 연대측정 결과는 338±30 Ma이다.

## 연구
장기홍(1971)에 의하면 계명산층은 대체로 편마암화되어 있어 그 광역변성도는 옥천계층보다 훨씬 높고 자철광 결정을 함유하는 점에서 특이하며 원암이 선캄브리아기 지층임을 암시한다.

### 절대 연령
강지훈과 류충렬(1997)에 의하면 계명산층은 주로 역질암, 니질암, 사질암, 염기성(현무암질 및 휘록암질) 및 산성질암(조면암질, 유문암질) 기원의 변성암류로 구성되고 교호된 염기성질암과 산성질암은 열곡 환경의 바이모달(bimodal)형 화성활동의 산물이었음을 지시한다. 그리고 계명산 지역에서의 에서는 최소 세 번의 변형작용이 일어나 습곡 구조가 형성되었다.
박종길 외(2003)에 의하면 충주시 지역의 계명산층은 주로 변성화성암으로 구성되며 계명산층 산성 변성화산암의 SHRIMP U-Pb 저어콘 연대는 시생대 말인 2685.8±11 Ma이다. 따라서 박종길 외는 계명산층이 옥천변성대에 속하지 않으며 시생대 말에 형성된 옥천변성대의 기반암인 것으로 해석했다. 계명산층은 주로 산성과 염기성의 변성화산암으로 구성되며 전자는 충주시 동부~남동부에서 분포면적의 60% 이상을 차지하고 후자는 전자와 교호하거나 관입하며 산출된다. 산성 변성화산암은 대개 석영, 백운모, 정장석과 자철석으로 구성되며 부수광물로 흑운모, 녹니석, 녹렴석, 방해석, 인회석, 저어콘 그리고 모나자이트가 있다. 염기성 화산암은 주로 각섬석, 사장석, 녹렴석으로 구성되고 소량의 휘석, 흑운모, 석영 및 녹니석을 포함한다.
김성원 외(2006)와 강지훈 외(2012)에 의하면 계명산층 화산암의 지르콘 U-Pb 연대측정 결과는 1.9 Ga, 870 Ma, 250 Ma이다. 이는 신원생대 토노스기(Tonian)에 해당한다. 김성원 외는 계명산층이 870 Ma 혹은 그 이후에 형성되었고 250 Ma에 변성작용을 받은 것으로 해석하였다.
김명정(2021)은 충주시 북부 천등산 지역의 천등산층과 계명산층이 매우 유사한 암상을 보이며 암석 기재와 지구화학적 연구를 통해 천등산층이 계명산층에 대비된다고 보았다. 계명산층은 100% 규질의 변성화산암이 아니라 여러 조성의 암석이 섞여 있으며 계명산층에 대해 U-Pb 연대 측정을 실시하여 약 860 Ma (신원생대 토노스기)의 연령을 보고하여 계명산층은 신원생대의 암석이며 약 260 Ma 및 197 Ma 시기에 변성작용을 받았다고 보고하였다.

### 노두
아래는 김명정(2021)이 계명산층에 대해 U-Pb 연대 측정을 실시했을 때 조사한 노두의 위치이다.
| 위치                   | 좌표                                                                      | 지번                              | 도로명주소        |
| ---------------------- | ------------------------------------------------------------------------- | --------------------------------- | ----------------- |
| 충주시 대소원면 만정리 | 북위 36° 57′ 20.9″ 동경 127° 50′ 36.5″ / 북위 36.955806° 동경 127.843472° | 만정리 산62-3                     | 성종두담길 도로변 |
| 충주시 대소원면 금곡리 | 북위 36° 57′ 11.5″ 동경 127° 48′ 18.1″ / 북위 36.953194° 동경 127.805028° | 금곡리 산 58, (주)삼일산업 광산   | -                 |
| 괴산군 불정면 추산리   | 북위 36° 54′ 43.9″ 동경 127° 49′ 07.1″ / 북위 36.912194° 동경 127.818639° | 추산리 산 39-10, 만년저수지 북측  | 추산로 도로변     |
| 음성군 소이면 중동리   | 북위 36° 53′ 22.9″ 동경 127° 46′ 51.8″ / 북위 36.889694° 동경 127.781056° | 중동리 산 19-4, 용지저수지 북동측 | 중동길            |
| 음성군 소이면 갑산리   | 북위 36° 52′ 41.0″ 동경 127° 45′ 34.2″ / 북위 36.878056° 동경 127.759500° | 갑산리 산 18-1,                   | 중동길, 갑산 임도 |
| 음성군 소이면 갑산리   | 북위 36° 53′ 21.2″ 동경 127° 44′ 50.2″ / 북위 36.889222° 동경 127.747278° | 갑산리 652                        | 소이면 충갑길 196 |
| 음성군 소이면 갑산리   | 북위 36° 53′ 28.0″ 동경 127° 44′ 30.6″ / 북위 36.891111° 동경 127.741833° | 갑산리 산 43-19                   | 충갑길 도로변     |
| 충주시 단월동          | 북위 36° 56′ 15.4″ 동경 127° 55′ 34.5″ / 북위 36.937611° 동경 127.926250° | 단월동 산 52-2                    | 유주막로 도로변   |
| 충주시 단월동          | 북위 36° 56′ 09.8″ 동경 127° 55′ 43.9″ / 북위 36.936056° 동경 127.928861° | 단월동 산 60                      | 유주막로 도로변   |
| 충주시 단월동          | 북위 36° 56′ 07.8″ 동경 127° 55′ 46.4″ / 북위 36.935500° 동경 127.929556° |                                   |                   |
| 충주시 직동            | 북위 36° 56′ 21.7″ 동경 127° 57′ 36.3″ / 북위 36.939361° 동경 127.960083° | 충주천 하상                       |                   |
| 충주시 대소원면 탄용리 | 북위 36° 55′ 33.5″ 동경 127° 51′ 25.3″ / 북위 36.925972° 동경 127.857028° | 탄용리 139-2, 서낭고개            |                   |
| 충주시 대소원면 탄용리 | 북위 36° 55′ 51.3″ 동경 127° 51′ 25.0″ / 북위 36.930917° 동경 127.856944° | 탄용리 산 71-6                    | 창현로 도로변     |
| 충주시 대소원면 매현리 | 북위 36° 55′ 30.4″ 동경 127° 52′ 23.5″ / 북위 36.925111° 동경 127.873194° | 매현리 12                         |                   |

## 같이 보기
- 옥천 누층군
  - 향산리 돌로마이트질 석회암층
  - 서창리층
  - 황강리층